# 石川雄一 (国土交通官僚)
石川 雄一（いしかわ ゆういち、1959年〈昭和34年〉8月15日 - ）は、日本の建設・国土交通技官。

## 経歴
東京都出身。1984年に東京大学大学院工学系研究科修了。国家公務員採用上級甲種試験(土木)に合格し、1984年建設省入省。
2015年7月31日から国土交通省関東地方整備局長、2016年6月21日から道路局長を務め

退官後は、新日鐵住金に顧問として再就職、2018年7月31日、退官。

## 年譜
基本的な出典
- 1984年04月：建設省入省
- 1994年03月：建設省道路局地方道課長補佐
- 1996年04月：建設省道路局企画課長補佐
- 1997年06月：アジア開発銀行（マニラ）派遣
- 2001年04月：国土交通省北陸地方整備局新潟国道工事事務所長
- 2003年04月：国土交通省道路局国道・防災課国道事業調整官
- 2005年08月：国土交通省総合政策局観光地域振興課観光地域活動支援室長
- 2008年07月：国土交通省道路局企画課道路事業調整官
- 2009年08月：国土交通省中国地方整備局道路部長
- 2011年
  - 01月：国土交通省関東地方整備局道路部長
  - 07月：国土交通省総合政策局海外プロジェクト推進課長
- 2013年08月01日：国土交通省道路局企画課長[7]
- 2015年07月31日：国土交通省関東地方整備局長[2]
- 2016年06月21日：国土交通省道路局長[5]
- 2018年
  - 07月31日：退官[6]
  - 11月01日：新日鐵住金株式会社顧問（常勤）[4]